# Anar Salmanov
Anar Salmanov (Baku, 1980. október 4. –) azeri nemzetközi labdarúgó-játékvezető, egyetemi testnevelő tanár.

## Pályafutása

### Nemzeti játékvezetés
Az Azeri Labdarúgó-szövetség (AFFA) Játékvezető Bizottságának (JB) minősítésével 2003-tól a Premyer Liqası játékvezetője.[forrás?] Küldési gyakorlat szerint rendszeres 4. bírói szolgálatot is végzett.[forrás?] A nemzeti játékvezetéstől 2012-ben visszavonult. Premyer Liqası mérkőzéseinek száma: 85 (2009–2013).

### Nemzetközi játékvezetés
Az Azeri labdarúgó-szövetség JB terjesztette fel nemzetközi játékvezetőnek, a Nemzetközi Labdarúgó-szövetség (FIFA) 2010-től tartotta nyilván bírói keretében. A FIFA JB központi nyelvei közül az angolt beszéli.[forrás?]Több nemzetek közötti válogatott, valamint Európa-liga és UEFA-bajnokok ligája klubmérkőzést vezetett. Az UEFA  JB besorolás szerint a 2. kategóriás bíró. Az azeri nemzetközi játékvezetők rangsorában, a világbajnokság-Európa-bajnokság sorrendjében többedmagával az első helyet foglalja el 2 találkozó szolgálatával.[forrás?] A  nemzetközi játékvezetéstől 2012-ben búcsúzott. Válogatott mérkőzéseinek száma: 3.

#### Labdarúgó-világbajnokság
A 2014-es labdarúgó-világbajnokságra a FIFA JB játékvezetőként alkalmazta. Selejtező mérkőzéseket az UEFA zónában irányított. 
| Időpont           | Helyszín            | Mérkőzés típusa           | Mérkőzés         | Eredmény | Nézők száma |
| ----------------- | ------------------- | ------------------------- | ---------------- | -------- | ----------- |
| 2012. október 12. | Doosan Arena, Plzeň | előselejtező (B. csoport) | Csehország–Málta | 3 – 1    | 10 358      |

#### Labdarúgó-Európa-bajnokság
A 2012-es labdarúgó-Európa-bajnokságon az UEFA JB játékvezetőként foglalkoztatta.
| Időpont         | Helyszín               | Mérkőzés típusa           | Mérkőzés                   | Eredmény | Nézők száma |
| --------------- | ---------------------- | ------------------------- | -------------------------- | -------- | ----------- |
| 2011. június 7. | Dinamo Stadion, Minszk | előselejtező (D. csoport) | Fehéroroszország–Luxemburg | 2 – 0    | 9 500       |